# قمعية سيدروتوروم
قمعيّة سيدروتوروم (بالإنجليزية: Digitalis cedretorum) هو نوعٌ من كاسيات البذُور في فصيلة الحمليّة، وتتخذُ المغرب مستوطنةً لها. أُدرجت هذه القمعيّة في وورلد فلورا أونلاين (بالإنجليزية: World Flora Online) مرادفًا لـ «Digitalis subalpina». وصفها أول مرة باسم «Digitalis lutea» في عام 1936 عالم النبات الفرنسي لويس إمبرجر. عالم نبات فرنسي آخر هو رينيه مير رفعهَا إلى نوعٍ مستقل بعد أربع سنوات وذلك في عام 1940. جمعت أول مرة في غابة أرز على طبقة سفلية من الجرانيت على ارتفاع 2500 متر في جبال الأطلس الشرقيّة.